# Centrale solaire photovoltaïque d'Oxelaëre
La centrale solaire photovoltaïque d'Oxelaëre  est une centrale solaire photovoltaïque située à Oxelaëre, dans le Nord, en France.

## Histoire

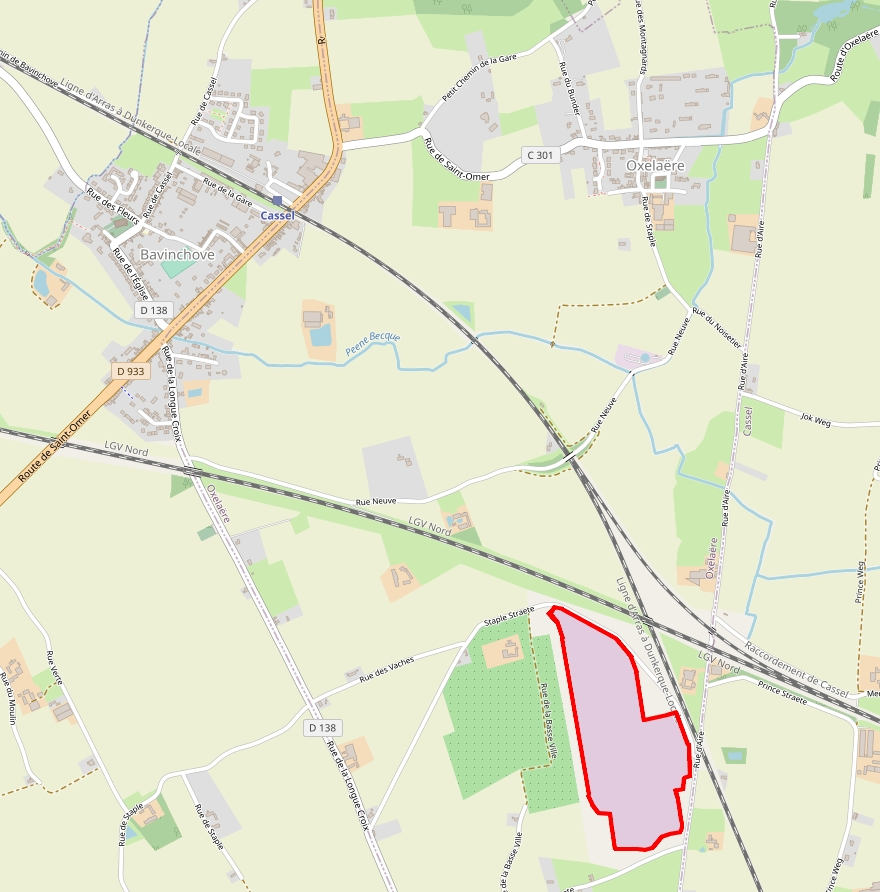
Localisation de la centrale dans Oxelaëre.

Cinquante-huit-mille panneaux solaires sont installés dans la partie sud Oxelaëre, sur l'ancienne base de vie de la SNCF qui était à l'abandon depuis vingt ans. La centrale est située à côté du croisement de la LGV Nord avec la ligne d'Arras à Dunkerque-Locale.
L'inauguration a lieu en juillet 2021, en la présence de Valérie Létard. La puissance installée est de 18,4 mégawatts-crête ce qui correspond à l'alimentation en électricité de plus de cinq-mille foyers et évite l'émission de 49 000 tonnes de CO². Mis en service par la société TSE, le parc solaire couvre dix-sept des vingt-quatre hectares du terrain. 